# Circe (Waterhouse)
Circe è un dipinto a olio su tela eseguito nel 1911 dal pittore britannico John William Waterhouse.
È l'ultima delle sue tre rappresentazioni del personaggio mitologico, prima di Circe offre la coppa a Ulisse (1891) e Circe Invidiosa (1892). La sua esatta ubicazione non è nota in quanto parte di una collezione privata.

## Descrizione e analisi

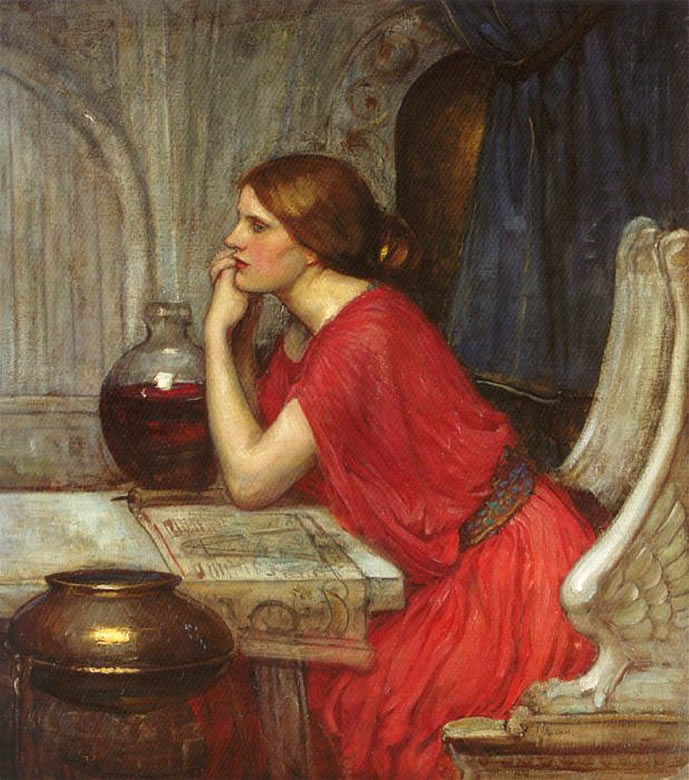
Prima versione del dipinto (61×51 cm, collezione privata).

Esistono due versioni del dipinto, entrambe parte di collezioni private. Nei primi due quadri Circe è stata ritratta con i capelli castano scuro, mentre qui sono diventati rossi.
La potente dea (figlia del titano del sole Elio e della ninfa oceanina Perseide) è ritratta nella sua lussuosa dimora sull'isola di Eea, nel mezzo di un prato circondato da una fitta foresta dove gli animali selvatici sono completamente assoggetti alla magia di lei.
A differenza dei due dipinti precedenti, in cui Circe è raffigurata come una donna autorevole, qui viene messa in rilievo la sua componente umana. La dea siede con un'espressione calma e pensierosa, sul tavolo ci sono un libro di incantesimi e una bottiglia di pozione magica (che ne sottolinea l'intelligenza e l'astuzia divina); accanto al tavolo c'è una coppa di vino, forse a suggerire i suoi sentimenti e le sue ambizioni umane. È improbabile che Circe lanci accidentalmente qualsiasi oggetto: forse la coppa è stata lanciata di proposito, lasciando irrisolto questo fatto.